# Sarah Schönfeld
Sarah Ancelle Schönfeld est une artiste plasticienne allemande née en 1979 à Berlin et connue notamment pour avoir photographié des drogues récréatives de manière artistique.

## Biographie

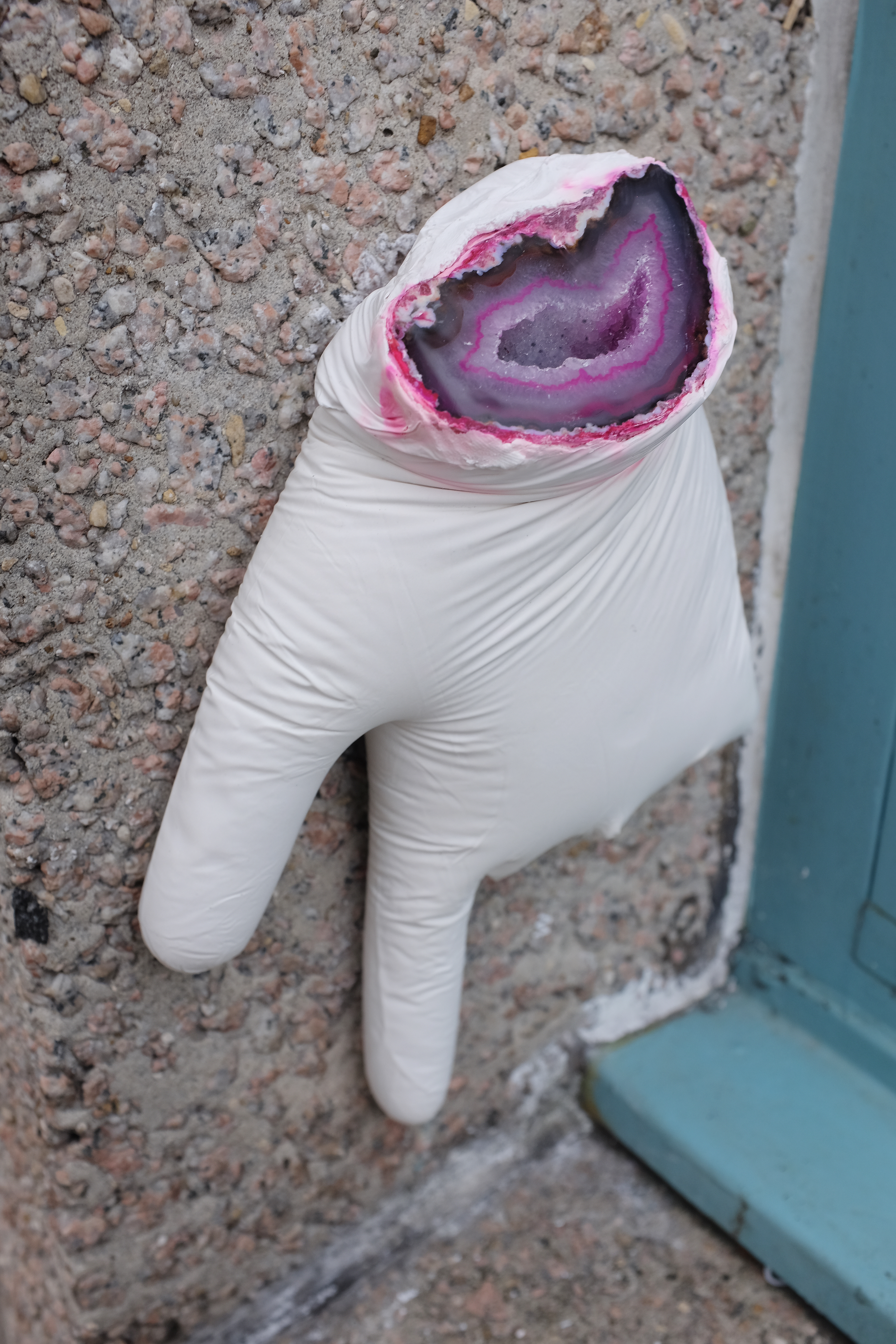
Une main Crystal-Math par Sarah Schönfeld en 2015 à Genève.

Sarah Ancelle Schönfeld est née en 1979 à Berlin et a étudié à l'Université des Arts Visuels de Berlin de 1999 à 2006 avec Lothar Baumgarten. Elle a exposé à l'international, en Suisse, au Brésil, en Italie et à Tokyo et elle détient plusieurs bourses comme la Stiftung Kunstfonds Bonn, le DAAD, la Villa Aurora L.A. et la Foam Talents award 2014. Elle vit et travaille en 2017 à Mexico et à Berlin.

## Œuvres
La vaste pratique de l'artiste berlinoise Sarah Schönfeld englobe la sculpture, la performance, l'installation et la photographie et est aussi bien inspirée par le perspectivisme indigène que la dimension spirituelle de la science et de la technologie. Elle étend les limites de l'esprit et du matériel, fait de la sculpture qui fusionne les médiums et explore les liens entre l'humain et la nature, la spiritualité et l'espace, le cerveau et le corps,. 

### Oracles
The Oracles sont basés sur le piratage de l'intégrité des concepts et techniques existants et établis, décrivant une perspective possible différente sur la réalité. Les résultats d'indexation de son processus de travail peuvent être lus comme des oracles, des documents de sa pratique, incorporant et représentant des transformations des différents matériaux impliqués. Les travaux sont basés sur des techniques photographiques et sur toutes sortes de productions d'images indexées. Ils peuvent être le résultat d'un de ses laboratoires performatifs publics ou de son activité de studio.

### Devices
The Devices sont des objets "trickster", des assemblages mécaniques d'objets de tous les jours introduisant différentes notions et idées sur la technologie et la magie. Sarah Schönfeld explore la dimension métaphysique des machines ainsi que la question de la nature contre la culture. La pratique explore les limites et les connexions de la machine, des instruments et des organes. The Devices peuvent être les outils magiques, éventuellement utilisés dans ses Labs, pour confondre ou déchirer les contextes et les matériaux au sein des performances.

### Labs
The Labs est une prolongation abstraite de ses expériences en studio, des scénarios de laboratoire construits publiquement et qui donne à réfléchir sur différents types de connaissance, de production de contrôle et de vérité, constituant et reproduisant notre «moi» humain dans le monde. Cette pratique est une appropriation et une recomposition des concepts par l'absurdité. Les méthodes utilisées dans ces scénarios de laboratoire sont des techniques oraculaires. Afin de créer de nouvelles significations et de nouvelles perspectives, les structures communes sont jalousement tranchées, analysées et reconstituées d'une manière différente. Des approches de différents domaines trouvent entrée dans ce laboratoire, comme les sciences naturelles, la religion, l'archéologie, la mythologie, la magie et la technologie par exemple.

### All you can feel
Dans sa série de photographies All you can feel, Sarah Schönfeld donne visuellement corps sur négatif aux drogues récréatives. Au travers de ce projet, elle brouille la frontière entre art et science tout en évoquant également les effets psychologiques des drogues.
Elle est l'inventrice de cette technique artistique où elle utilise directement les négatifs sur lesquels elle dissout diverses drogues avec de l'eau ou de l'alcool. Elle les laisse ensuite sécher pendant plus ou moins de temps, généralement une semaine, le résultat final de la photographie étant directement lié au temps de séchage,.

### Seeing Double
Du 21 mars au 11 mai 2015, Sarah Schönfeld expose, à la fin de sa résidence à la galerie Marso à Mexico, Seeing Double. Le spectacle examine les distinctions entre les perspectives occidentales et autochtones de la guérison. Les objets occidentaux dont la compréhension fétichisée naît d'une perspective de valeur d'échange s'inscrivent dans la perspective autochtone de la possession d'esprit, produisant un dialogue non canonique qui parle de l'état contemporain de la création de sens. Réimaginés comme «outils magiques», les objets de l'œuvre coexistent dans un espace précaire de liminalité où les frontières catégorielles sont floues. Sarah Schönfeld met au premier plan conceptuellement le processus mythologique du voyage du héros comme mode narratif de guérison pour l'exposition et utilise le synthétique comme son matériel révélateur. Seeing Double prend en compte l'aspect nécessaire de l'humour en temps de contrainte qui met en évidence la gravité paradoxale de notre époque.

### Excuse Me, May I Have Some Gravel Tea?
Du 28 octobre 2015 au 16 janvier 2016, Sarah Schönfeld expose à la galerie Mario Iannelli à Rome. Son exposition Excuse Me, May I Have Some Gravel Tea?, conçue comme une rupture dans la texture de la perception, un temps de thé, est un oracle pour l'existence numérique. Elle a réorganisé les objets, les vérités et d'autres conditions données en une suggestion de possibles autres réalités parallèles disponibles pour l'interprétation.
Les trous noirs sont invisibles à l'œil humain, aucune lumière ne peut échapper à leur attraction gravitationnelle et la gravité est l'un des indices vers leur existence supposée. Lorsqu'un objet est avalé par un trou noir, ses informations sont stockées sur l'horizon de l'événement. Finalement, cette information s'évapore en univers nouveaux ou parallèles grâce à un processus appelé Rayonnement Hawking.
Sarah Schönfeld nous invite à contempler la suggestion de la planète Terre comme un trou noir où toute la matière planétaire a été avalée et stockée comme information sur l'horizon de l'événement. Nous existons dans ce stockage de données, qui sera finalement rejeté par le processus d'évaporation dans d'autres mondes et galaxies.
À quoi s'attendre de ces autres mondes? Comment pouvons-nous, à l'intérieur du stockage de données qui est notre monde, nous préparer à être évaporé? Comment pouvons-nous planer autour dans l'univers comme des réservoirs d'information flous, incapables d'utiliser cette information, que nous sommes, pour n'importe quel but pratique? Comment naviguer? Comment et avec qui communiquer ?

### Crystal Math
À la fin de l'année 2016, Sarah Schönfeld expose dans l'espace Zabriskie Point à Genève son œuvre Crystal Math. Il s'agit de mains en silicone, matière de base du crystal, symbolisant l'invasion de cette matière dans nos techniques actuelles. Ces mains présentées dans un espace d'exposition public sont vouées à être "volées" puis disséminées dans la ville par le public en réaction à la création d'un monde de silicone dans notre monde de carbone.
Crystal Math a été mise à l'honneur lors de l'édition 2017 d'Art+Féminisme Genève.

### Partition animale
Du 11 décembre 2016 au 15 janvier 2017 à Sofia en Bulgarie, Sarah Schönfeld et Adrien Missika se relient aux esprits d'une longue espèce éteinte par une séance de réalisation. Leur but est d'avoir une vision plus claire de l'avenir en recueillant les connaissances perdues du passé. Ils fusionnent les approches scientifiques et spirituelles telles que la paléontologie et le spiritisme en utilisant le corps du spectateur comme catalyseur.
Pour se connecter au passé profond, ils emploient Coprolite: ca. 200 millions d'années, des excréments de dinosaures fossilisés de la période jurassique inférieure. Les participants sont invités à ingérer les excréments fossilisés des entités anciennes, à digérer et décoder les informations stockées dans ce fossile avec leurs propres corps pour ensuite examiner leur expulsion et écrire leur interprétation oraculaire de la matière hybride dino-humaine organique déminéralisée.
En se concentrant sur une période bien au-delà du début de l'humanité avec Coprolite et en impliquant le public, le duo se penche sur la communication interspécifique, la conscience du temps et les cycles vie-mort.
Partition Animale est la première collaboration de Sarah Schönfeld et Adrien Missika. Elle réunit l'intérêt de Missika pour le voyage dans le temps et le réencartage en utilisant des techniques simples avec des matériaux naturels tels que des pierres ou des plantes et l'engagement de Schönfeld avec les pratiques oraculaires et les expériences alchimiques.

### Alien Linguistic Lab
Du 13 janvier au 18 février 2017, Sarah Schönfeld expose, pour la première fois aux États-Unis, son œuvre Alien Linguistic Lab à la galerie Gildar à Denver. Dans cette exposition, l'artiste offre une série de traitements de notre état actuel d'anxiété et d'aliénation dans une société mondialisée, en se concentrant spécifiquement sur la conclusion techno-sociologique que les OVNIS sont des manifestations d'angoisse nucléaire, thèse qui a gagné en importance dans les années 1950. Elle suggère que cette manifestation de stress pourrait être comprise comme un déséquilibre dans le monde des esprits et les problèmes de santé mentale. Elle examine plusieurs méthodes pour échapper, éliminer, inclure et défendre ces esprits ou la maladie en comparant des stratégies comme la pharmacologie, le chamanisme, la psychothérapie, les rituels magiques, les voyages spatiaux, la mythologie et leurs différentes dimensions et potentialités.
Au sein de l'exposition, un ensemble de travaux diversifiés se rassemblent pour former le laboratoire. Flying Sorcerer est un atelier ouvert, une actualisation de plusieurs traditions médiévales européennes et anciennes sud-américaines de la destruction intentionnelle de la poterie, utilisé dans le mariage et les rituels funéraires pour effrayer les mauvais esprits. Sarah Schönfeld réapproprie et personnalise cette technique en invitant le public à jeter des soucoupes contre le mur de la galerie dans l'exposition. Utilisant la gravité comme une manière contrôlée de voler et de s'écraser, les frissons (shiver signifiant à la fois «trembler» et un morceau de poterie) qui ont été brisées seront rassemblés sur place dans un acte d'archéologie instantanée. Ces objets réformés seront écoutés à l'aide d'un lecteur de disques et d'une application Morse. L'acte de jeter des objets comme une "reconstitution" domestique du fantasme OVNI est censé nous permettre de surmonter le frisson et de décoder le message d'aliénation. Le produit complet, maintenant fracturé, ouvre la voie à l'interprétation métaphysique dans toutes ses lacunes.
Cet atelier est intégré dans une présentation d'outils et d'oracles imaginaires, travaux développés par la plasticienne ces dernières années. Dans sa série Shamanistic Space Travel Equipment, les textures organiques et les images cosmiques fusionnent dans une seule surface complexe. Les images issues de films de science-fiction populaires ainsi que les images scientifiques réelles de la NASA imprimées sur la peau de vache combinent les mythes de la frontière dans un processus d'alchimie physique. Ce rituel-usure traditionnel altéré devient une surface à la fois de gnosis cosmique-scientifique et de divertissement à succès - aidant les esprits à fusionner avec la technique. Dans les résultats du Laboratoire de Cosmologie Pharmaceutique de Schönfeld, l'artiste transforme chimiquement une variété de médicaments anti-anxiété pour créer des portraits hypnotisants visuels. Forgeant la surface photo-chimique du négatif avec ces médicaments psychoactifs, les réactions photographiques résultantes apparaissent comme des planètes incandescentes de calme induit.

## Citations
À propos de All you can feel :
"Je voulais être musicienne puis je me suis peu à peu intéressée à l'apparence des choses. Maintenant, je cherche des moyens de rendre visibles les éléments internes, un peu cachés".
En réponse à la question de savoir si elle consommait des drogues :
"Oui, mais j'ai également découvert que l'on en a pas nécessairement besoin. Les drogues révèlent des facultés qui sont déjà en nous. C'est un des produits dérivés de la société de consommation que de croire que des substances sont nécessaires pour se sentir comme ça."